# Позин, Леонид Самуилович
Леонид Самуилович Позин (17 мая 1937, Могилёв, Белоруссия), — советский и израильский учёный в области процессов и аппаратов химической технологии, филолог, кандидат технических наук.

## Жизнь в СССР
Родился в еврейской семье. Во время войны вместе с родителями был в эвакуации на Урале (г. Верхняя Салда). После войны семья вернулась в Могилёв. Здесь окончил среднюю школу с серебряной медалью и без экзаменов (пройдя только собеседование) был принят в Московский институт химического машиностроения, который окончил в 1959 г. Получил диплом инженера-механика по специальности «Инженер-механик неорганических производств».
Трудовую деятельность начал в газовой промышленности, работая в СУ-14 Сварочно-монтажного треста в г. Острогожск и в г. Семилуки Воронежской обл., а затем в г. Волоколамске Московской обл. Спустя 2 года вернулся на родину в Могилёв и начал работать старшим инженером по оборудованию Дирекции по строительству базы сжиженного газа треста Союзгаз. Здесь познакомился со своей будущей женой Раисой.
Свадьба состоялась в Москве 10 сентября 1961 г. После переезда в Москву устроился на работу в НИИ синтетических спиртов и органических продуктов (НИИСС), позже переименованный во ВНИИ органического синтеза (ВНИИОС) Министерства нефтепереработки и нефтехимии, где проработал с 1961 по 1991 г., пройдя путь от младшего научного сотрудника до старшего научного сотрудника в лаборатории «Процессы и аппараты» и лаборатории «Математического моделирования» и затем получил должность заведующего сектором «Реакционных и массообменных аппаратов». В 1970 г. защитил кандидатскую диссертацию по специальности «Процессы и аппараты химической технологии». За время работы опубликовал 80 научных трудов и получил 20 авторских свидетельств на изобретения.
Принимал участие во многих научно-технических конференциях, в частности, на международной конференции ХИСА в Чехословакии в 1969 и в 1980 гг. Был постоянным участником всесоюзного семинара по теоретическим основам химической технологии (ТОХТ), где неоднократно выступал с докладами и вёл семинары.. Был научным руководителем аспирантов, неоднократно выступал оппонентом при защите диссертаций во многих учёных советах. Был членом комиссии по внедрению новейших достижений аэродинамики в химическую технологию (под руководством академика АН СССР В. В. Струминского), а также ченом комиссии по тепло-массообменным аппаратам при Академии наук СССР (под руководством члена-корреспондента В. А. Малюсова).

## Жизнь в Израиле
В июне 1991 г. вместе с семьёй репатриировался в Израиль. В Израиле работал в проектных организациях, научно-исследовательских лабораториях и др. Во время безработицы занимался общественной деятельностью. При его участии был создан Инженерный Центр г. Хадеры, где он был членом правления. Позже был избран председателем Клуба пенсионеров-репатриантов г. Гиват-Ольги.
Изучил иврит и составил несколько иврит-русских и русско-ивритских словарей, в том числе Корневой русско-ивритский словарь под редакцией д-ра Рины Раковской, а также иврит-русский словарь омонимов и омофонов и ключевой иврит-русский словарь. Позже, в 2007 г. издательством Зак в Иерусалиме был издан иврит-русский словарь аббревиатур и сокращений под редакцией д-ра Рины Раковской. Написал несколько статей по языкознанию, в частности «Общее в ирите и русском». 
Составил корневой русско-английский словарь и словообразовательный англо-русский словарь.
Занимался преподаванием иврита.
Увлекается генеалогией, является основателем семейного генеалогического древа численностью более 1500 человек.
В 2008 г. написал и опубликовал в Интернете мемуары о жизни своей семьи.
С юных лет играет на аккордеоне.
Имеет двоих детей, четверых внуков и трех правнуков.

## Образование
1959 Инженер-механик по специальности «Химическое машиностроение», МИХМ (Московский институт химического машиностроения), Москва
1970 Кандидат технических наук по специальности «Процессы и аппараты химической технологии», ГИАП (государственный институт азотной промышленности), Москва
1992 Годовой курс 1000 инженеров (специальность — инженер-химик, длительность курса 12 месяцев, включая практику), «Баран Инбар проектим», Хайфа
1997 Курс «Автокад для инженера-механика» (500 час.), Институт по повышению производительности труда, Тель-Авив

## Профессиональные знания
Исследования и разработки в области систем водоочистки и биотехнологии. Проектирование, математическое моделирование и технико-экономическая оптимизация технологических установок по концентрированию перекиси водорода, по производству синтетического этанола, удобрений Slow release, порошка высокочистого тантала и др. Решение ряда инженерных проблем, в том числе масштабного перехода и процессов тепло-массообмена. Исследования в области гидродинамики массобменных устройств. Опыт по пуску и эксплуатации пилотных и промышленных установок ректификации и абсорбции. Исследования различного типа реакторов: газ-жидкость, с псевдоожиженным слоем и трёхфазных. Разработка и внедрение в химическую и нефтехимическую промышленность усовершенствованного колонного и реакторного оборудования.

## Производственный опыт
1959—1961 СУ-14 Сварочно-монтажного треста Главгаза СССР. Мастер, прораб, старший прораб — монтаж нестандартного оборудования компрессорных станций магистральных газопроводов в Острогожске и Волоколамске.
1961 Управление по строительству базы сжиженного газа, Главгаз СССР, Могилев, БССР — старший инженер по строительству базы.
1961—1991 ВНИИОС (Всесоюзный научно-исследовательский институт органического синтеза и органических продуктов), Москва.
— заведующий сектором реакционных и массообменных аппаратов
— старший научный сотрудник лаборатории математического моделирования
— старший научный сотрудник лаборатории процессов и аппаратов
1993—1995 «Баран Инбар проектим» (Проектный институт), Хайфа — инженер-технолог. Проектирование завода по производству фосфорной кислоты (технологические схемы, спецификации оборудования, расчёты оборудования и трубопроводов).
1996—1997 «Л. Г. питуах» (разработка технологии и строительство установки по производству тантала), Мигдаль-ха-Эмек — зам. директора по техническим вопросам. Проектирование и строительство опытного производства металлического порошка тантала высокой степени чистоты (технологические схемы, математическое моделирование реактора металлургического вскрытия танталита, написание регламента и инструкций, надзор за строительством установки и её пуск).
1997—1999 «Дафна хандеса» (Проектный институт), Беер-Шева — инженер-технолог, контролёр качества технической документации. Проектирование различных промышленных установок (технологические схемы, спецификации оборудования, расчёты оборудования и трубопроводов) для ряда израильских компаний. Работа в области обеспечения качества проектирования в соответствии со стандартом ISO 9001. Работа AS MADE для нефтеперерабатывающего завода в Ашдоде.
1999—2002 Фирма «Нитрон» (Проектирование систем водоочистки), Рамат-Ган; «Био Пюрэ Технолоджи» (научно-исследовательская лаборатория по системам водоочистки), Реховот — научный сотрудник. Проектирование и строительство модернизированной пилотной установки для очистки воды для бумажного завода в Финляндии. Разработка математической модели и методики измерения дефектов в мембранах обратного осмоса; математическое моделирование для совершенствования прибора pH gradient marker для анализа белков.
2007—2009 — Фирма «Моше Леви Хандеса вэтехнология» (Проектирование птицефабрик в России), Бат-Хефер, Израиль. Переводчик технической документации и переписки с иврита на русский и с русского на иврит.

## Список научных работ
1. Массообменные устройства

### 1.1 Статьи в реферируемых журналах
- 1) Ковшов А. Н., Аксельрод Л. С., Плановский А. Н., Никифоров А. Д., Дильман В. В., Позин Л. С. Исследование неплоскостности ситчатой тарелки на её работу. Химическое и нефтяное машиностроение, 1966, № 9, с. 28-30
- 2) Аэров М. Э., Боярчук П. Г., Быстрова Т. А., Позин Л. С., Лаговер И. И. Исследование гидравлики ситчатых тарелок при высоких плотностях орошения. Химическое и нефтяное машиностроение, 1966, № 12, с. 18-20
- 3) Колтунова Л. Н., Позин Л. С., Аэров М. Э., Быстрова Т. А. Изучение массообмена на барботажных тарелках промышленного размера. Химическая промышленность, 1967, № 7, с. 57-60
- 4) Сум-Шик Л. Е., Позин Л. С., Аэров М. Э., Быстрова Т. А. Определение верхнего и нижнего пределов работы колонн с беспереливными барботажными тарелками. Химическая промышленность, 1968, № 2, с. 66-68
- 5) Позин Л. С., Довженко В. Д., Аксельрод Л. С., Аэров М. Э., Быстрова Т. А. Гидравлическое сопротивление клапанных тарелок. Химическое и нефтяное машиностроение, 1969, № 1, с. 18-20
- 6) Аэров М. Э., Быстрова Т. А., Бережная К. П., Колтунова Л. Н., Позин Л. С., Даровских Е. П. Изучение гидравлики и массопередачи на клапанных тарелках без переливных устройств. Химия и технология топлив и масел, 1969, № 1, с. 37-41
- 7) Боуден Б. С., Быстрова Т. А., Зайдман А. В., Кудринский А. В., Позин Л. С., Семенцов А. Д. Повышение эффективности работы абсорбционно-отпарных колонн цехов разделения газов пиролиза. Химическая промышленность, 1969, № 4, с. 11-13
- 8) Позин Л. С., Козлов А. А., Аксельрод Л. С., Аэров М. Э., Быстрова Т. А. Экспериментальное определение доли сечения решетчатой тарелки, занятой жидкостью. Теоретические основы химической технологии, 1969, т. 3, № 4, с. 647—650
- 9) Позин Л. С., Аэров М. Э., Быстрова Т. А. Анализ влияния негоризонтальности ситчатой тарелки на её гидродинамику. Химия и технология топлив и масел, 1971, № 5, с. 31-33
- 10) Колтунова Л. Н., Позин Л. С.. Даровских Е. П., Аэров М. Э., Быстрова Т. А. Перемешивание жидкости на тарелках без переливных устройств. Теоретические основы химической технологии, 1971, т. 5, № 2, с. 295—302
- 11) Позин Л. С., Липкин Г. М., Мартьянова И. Г. Точность гидравлического расчета решетчатых тарелок по данным промышленных колонн. Нефтепереработка и нефтехимия, 1971, № 9, с. 32-33
- 12) Позин Л. С., Руденко В. М., Аксельрод Л. С., Аэров М. Э., Федоров В. В., Барашков Р. Я. Гидравлический расчет тарелок с дисковыми клапанами. Химия и технология топлив и масел, 1971, № 11, с. 34-36
- 13) Задорский В. М., Позин Л. С., Васин Н. В., Сегаль В. А. Классификация клапанных массообменных тарелок. Химическое и нефтяное машиностроение, 1972, № 3, с. 28-29
- 14) Бережная К. П., Позин Л. С., Быстрова Т. А., Аэров М. Э., Малышев Г. А. Изучение гидравлики и массопередачи трубчато-клапанных тарелок без переливных устройств. Химия и технология топлив и масел, 1973, № 4, с. 44-47
- 15) Позин Л. С., Бережная К. П., Быстрова Т. А., Аэров М. Э. Уравнения для определения гидравлического сопротивления и высоты пены на трубчато-клапанных тарелках без переливных устройств. Химия и технология топлив и масел, 1973, № 12, с. 22-25
- 16) Позин Л. С., Бережная К. П., Аэров М. Э., Быстрова Т. А. Исследование высокопроизводительных трубчато-клапанных тарелок без переливных устройств. Химическое и нефтяное машиностроение, 1974, № 3, с. 14-15
- 17) Колтунова Л. Н., Позин Л. С. Расчет газосодержания пенного слоя на провальных тарелках. Химическая промышленность, 1975, № 6, с. 53-55
- 18) Миннуллин М. Н., Теляшев Г. Г., Позин Л. С., Аэров М. Э. Испытание новых клапанных тарелок с сепараторными элементами. Нефтехимическая промышленность, 1976, № 7, с. 19-21
- 19) Колтунова Л. Н., Позин Л. С., Аэров М. Э., Быстрова Т. А. Изучение структуры потоков жидкости на решетчатых тарелках. Теоретические основы химической технологии, 1977, т. 11, № 2, с. 224—229
- 20) Позин Л. С., Колтунова Л. Н., Быстрова Т. А., Аэров М. Э. Технико-экономическая оценка эффективности применения клапанных и решетчатых тарелок в ректификационных колоннах. Химическая промышленность, 1977, № 12, с. 28-31
- 21) Миннуллин М. Н., Позин Л. С., Теляшев Г. Г., Махов А. Ф. Исследование рабочих характеристик беспереливных трубчато-клапанных тарелок. Химия и технология топлив и масел, 1978, № 6, с. 27-29
- 22) Миннуллин М. Н., Позин Л. С., Теляшев Г. Г., Махов А. Ф. Исследование гидравлики новых клапанных тарелок. Химия и технология топлив и масел, 1978, № 9, с. 45-46
- 23) Колтунова Л. Н., Позин Л. С., Аэров М. Э., Быстрова Т. А. Эффективность контактных устройств с пульсирующими потоками. Теоретические основы химической технологии, 1978, т. 12, № 3, с. 323—328
- 24) Миннулин М. Н., Теляшев Г. Г., Позин Л. С. Рабочие характеристики беспереливных трубчато-клапанных тарелок. Химия и технология топлив и масел, 1979, № 10, с. 33-34
- 25) Миннуллин М. Н., Позин Л. С., Китанова Е. Т. Исследование клапанных тарелок. Нефтепереработка и нефтехимия, 1981, №. 10, с. 22-23
- 26) Позин Л. С., Соломаха Г. П., Шубина О. Л. К описанию закономерностей, определяющих уровень светлой жидкости на переливных тарелках. Теоретические основы химической технологии, 1985, т. 19, № 4, с. 502—506
- 27) Позин Л. С., Колтунова Л. Н., Чекменев В. Г. Гидродинамика и массопередача на беспереливных тарелках (с учётом их негоризонтальности). в книге «Масштабный переход в химической технологии», Изд-во Наука, Москва, 1980, с. 133—155
- 28) Миннулин М. Н., Китанова Е. Т., Позин Л. С. Исследование клапанных тарелок. Нефтехимическая промышленность, 1981, № 10, с. 22-23
- 29) Миннуллин М. Н., Теляшев Г. Г., Вахитова Р. Р., Позин Л. С. Унос жидкости на клапанных прямоточных тарелках с сепарационными элементами. Химия и технология топлив и масел, 1984, № 3, с. 18-19
- 30) Позин Л. С., Соломаха Г. П., Шубина О. Л. Об описании зависимостей, определяющей высоту светлой жидкости на переливных тарелках. Теоретические основы химической технологии, 1985, т. 19, № 4, с. 502—506

### 1.2 Статьи в нереферируемых журналах
- 1) Позин Л. С., Сум-Шик Л. Е., Быстрова Т. А., Аэров М. Э. Гидравлическое сопротивление «сухих» перфорированных тарелок. Труды ГИАП, 1972, вып. 15, с. 182—187
- 2) Липкин Г. М., Мартьянова И. Г. Исследование рабочих гидродинамических режимов промышленной колонны с решетчатыми

```
тарелками для четкой ректификации. Труды ВНИПИнефть, 1972, т. 7, с. 38-39
```

- 3) Колтунова Л. Н., Позин Л. С., Быстрова Т. А. Методика расчета беспереливных решетчатых тарелок. Труды НИИСС, 1974, вып. 5, с. 89-99
- 4) Быстрова Т. А., Аэров М. Э., Позин Л. С., Бережная К. П. Обобщение опыта промышленного применения колонн с решетчатыми тарелками. Труды НИИСС, 1974, вып. 5, с. 100—107
- 5) Позин Л. С., Колтунова Л. Н., Аэров М. Э., Быстрова Т. А. Циркуляционная модель перемешивания. Труды НИИСС, 1975, вып. 7, с. 43-50
- 6) Колтунова Л. Н., Позин Л. С., Аэров М. Э., Быстрова Т. А. Экспериментальное изучение перемешивания жидкости на беспереливных тарелках. Труды НИИСС, 1975, вып. 7, с. 51-59
- 7) Позин Л. С., Колтунова Л. Н., Аэров М. Э. Пульсационная модель перемешивания жидкости на беспереливных тарелках. Труды НИИСС, 1975, вып. 7, с. 60-66
- 8) Позин Л. С., Чекменев В. Г., Быстрова Т. А. Исследование влияния негоризонтальности монтажа на эффективность работы беспереливных решетчатых тарелок. Труды НИИСС, 1975, вып. 7, с. 67-72
- 9) Миннуллин М. Н., Теляшев Г. Г., Позин Л. С., Аэров М. Э., Чекменев В. Г.,

```
Марушкин Б. К., Арсланов Ф. А., Заборов Н. П. Повышение производительности переливных контактных тарелок посредством использования деаэрирующих устройств. Технология нефти и газа, Уфа, 1975, вып. 3, с. 163—170
```

- 10) Позин Л. С., Миннуллин М. Н., Теляшев Г. Г. К расчету нагрузок, соответствующих перекрытию переливного устройства ниспадающей струей. Технология нефти и газа, Уфа, 1975, вып. 3, с. 171—175
- 11) Позин Л. С., Миннуллин М. Н., Теляшев Г. Г. Влияние перекрытия перелива ниспадающей струей на гидравлическое сопротивление тарелки

```
Технология нефти и газа, Уфа, 1975, вып. 3, с. 176—182
```

- 12) Теляшев Г. Г., Махов А. Ф., Миннуллин М. Н., Марушкин Б. К., Позин Л. С.,

```
Аэров М. Э., Арсланов Ф. А., Китанова Е. Т., Гареев Р. Г. Исследование новых клапанных прямоточных тарелок на стендах большого размера. Тезисы конференции «Теория и практика ректификации — 3», Уфа, 1975, с. 278—280
```

- 13) Аэров М. Э., Бродоцкая Д. З., Быстрова Т. А., Иванов В. И., Позин Л. С., Фролов В. Р., Фролова Н. А. Исследование высокоскоростного массообменного аппарата, использующего принцип

```
восходящего прямоточного движения фаз. Тезисы конференции «Теория и практика ректификации — 3», Уфа, 1975, с. 289—292
```

- 14) Позин Л. С., Колтунова Л. Н., Чекменев В. Г., Аэров М. Э., Быстрова Т. А. книга «Методика расчета тарелок без переливных устройств». ИПКнефтехим, Москва, 1976, с. 1-31
- 15) Колтунова Л. Н., Позин Л. С., Быстрова Т. А. книга «Интенсификация процессов ректификации. Промышленное применение решетчатых тарелок.»

```
ЦНИИТЭнефтехим, Москва, 1977, с. 1-84
```

- 16) Шубина О. Л., Позин Л. С., Быстрова Т. А. Исследование трубчато-клапанных тарелок для неадиабатического массообмена. Труды конференции «Ректификация-4», Москва, 1978, с. 119—121
- 17) Шубина О. Л., Позин Л. С., Гореченков В. Г. Исследование теплообмена на неадиабатических трубчато-клапанных тарелках. Труды конференции «Химтехника-80», Чимкент, 1980, т. 1, с. 73-75
- 18) Позин Л. С. Исследование массообменных устройств с пульсирующими потоками. Труды 7-го Международного конгресса по процессам и аппаратам химической технологии, Прага (Чехословакия),

```
1981, документ F4.25, с. 1-7
```

- 19) Шубина О. Л., Позин Л. С. Исследование влияния межтарельчатого расстояния и высоты сливной планки на гидродинамику

```
трубчато-клапанных тарелок. Труды конференции «Химтехника-83», Ташкент, 1983, ч. 5, с. 104—106
```

- 20) Бабочкин А. В., Позин Л. С., Миннуллин М. Н. Изменение профиля давлений в ректификационной колонне. Труды ВНИИОС, 1983, вып. 14, с. 122—130
- 21) Бабочкин А. В., Позин Л. С. Влияние состава жидкой фазы на распределение запаса жидкости на тарелках колонны

```
при ректификации в циклическом режиме. Труды ВНИИОС, 1983, вып. 15, с. 78-83
```

- 22) Позин Л. С., Соломаха Г. П., Шубина О. Л. К расчету запаса жидкости на переливных тарелках. Труды конференции «Теория и практика ректификации — 5», Северодонецк, 1984, ч. 2, с. 20-22
- 23) Позин Л. С. О барботажно-струйном режиме на ситчатых тарелках. Труды конференции «Теория и практика ректификации — 5», Северодонецк, 1984, ч. 2, с. 23-25
- 24) Шубина О. Л., Позин Л. С. Гидродинамическая обстановка на переливных трубчато-клапанных тарелках. Труды ВНИИОС, 1985, вып. 16, с. 87-95
- 25) Шубина О. Л., Позин Л. С. Неоднородность полей гидродинамических параметров на переливных трубчато-клапанных тарелках. Труды ВНИИОС, 1986, вып. 20, с. 95-99
- 26) Бабочкин А. В., Позин Л. С., Кочергин Н. А., Кочергин А. Н. Исследование гидродинамики тарельчатой колонны, работающей в автоколебательном циклическом режиме. Труды ВНИИОС, 1986, вып. 20, с. 90-93
- 27) Позин Л. С. Уравнение для расчета уровня светлой жидкости на переливных тарелках. Тезисы совещания по проблеме «Абсорбция газов-3», Таллин, 1987, вып. 3, с. 23-24
- 28) Шубина О. Л., Позин Л. С. Теплообмен на переливных трубчато-клапанных тарелках. Тезисы совещания по проблеме «Абсорбция газов-3», Таллин, 1987, вып. 3, с. 59-60
- 29) Шубина О. Л., Позин Л. С. Моделирование трубчато-клапанных тарелок для процессов неадиабатического массообмена. Труды конференции «Устройства для массообменных колонн», Уфа, 1987, с. 19-21
- 30) Шубина О. Л., Позин Л. С., Гореченков В. Г., Миннуллин М. Н., Теляшев Г. Г. Интенсификация процессов газофракционирования путём использования трубчато-клапанных беспереливных тарелок. Труды семинара «Интенсификация процессов газофракционирования», Казань, 1987, с. 18-19
- 31) Позин Л. С. Расчет уноса жидкости на контактных тарелках. Труды семинара «Интенсификация процессов газофракционирования», Казань, 1987, с. 23
- 32) Позин Л. С., Гореченков В. Г., Шевчук И. В. Влияние сетки на характеристики работы провальных тарелок. Тезисы докладов Всесоюзной конференции «Химтехника-88», ч. II, Чимкент, 1988, с. 90-91
- 33) Позин Л. С., Гореченков В. Г., Шевчук И. В. Способ интенсификации тарелок для работы в массообменных аппаратах. Труды ВНИИОС, 1988, вып. 24, с. 42-45

### 1.3 Изобретения
- 1) Аэров М. Э., Быстрова Т. А., Бережная К. П., Даровских Е. П., Семенцов А. Д.,

```
Колтунова Л. Н., Позин Л. С. Клапанная тарелка. Авт. свид. СССР, № 186967, 1966, М.Кл. B 01d
```

- 2) Аэров М. Э., Позин Л. С., Быстрова Т. А., Бережная К. П., Даровских Е. П., Колтунова Л. Н.,

```
Семенцов А. Д., Сум-Шик Л. Е. Контактная тарелка для массообменных аппаратов. Авт. свид. СССР, № 204977, 1967, М.Кл. B 01d
```

- 3) Аэров М. Э., Быстрова Т. А., Сум-Шик Л. Е., Бережная К. П., Даровских Е. П., Колтунова Л. Н.,

```
Позин Л. С., Семенцов А. Д., Лащинский А. А., Колюшенко К. А. Клапанная массообменная тарелка. Авт. свид. СССР, № 286957, 1970, М.Кл. B 01d 3/18
```

- 4) Позин Л. С., Аэров М. Э., Быстрова Т. А., Бережная К. П., Даровских Е. П. Клапанная тарелка. Авт. свид. СССР, № 286961, 1970, М.Кл. B 01d 3/30
- 5) Задорский В. М., Васин Н. В., Позин Л. С.. Тарелка для контактирования газа (пара) с жидкостью. Авт. свид. СССР, № 352656, 1972,

```
М.Кл. B 01d 3/30
```

- 6) Акатов А. А., Федоров В. В., Барашков Р. Я., Руденко В. М., Иванов В. И., Аксельрод Л. С.,

```
Никифоров А. Д., Аэров М. Э., Быстрова Т. А., Позин Л. С., Гарбузовский Б. И. Массообменный аппарат. Авт. свид. СССР, № 489374, 1975, М.Кл. B 01d 3/26, B 01d 3/32
```

- 7) Аэров М. Э., Быстрова Т. А., Иванов В. И., Позин Л. С., Фролов В. Р., Фролова Н. А. Массообменный аппарат. Авт. свид. СССР, № 558681, 1977, М.Кл. B 01d 3/32
- 8) Малыгин Н. Д., Малышев Г. А., Аэров М. Э., Быстрова Т. А., Позин Л. С. Массообменный аппарат. Авт. свид. СССР, № 633540, 1978, М.Кл. B 01d 3/22
- 9) Позин Л. С., Шубина О. Л., Быстрова Т. А., Чувилов Г. В., Теляшев Г. Г., Миннуллин М. Н. Тарелка для тепломассообменных аппаратов. Авт. свид. СССР, № 710563, 1980, М.Кл. B 01d 3/32
- 10) Теляшев Г. Г., Миннуллин М. Н., Махов А. Ф., Сахаров В. Д., Навалихин П. Г., Смирнов Н. О.,

```
Позин Л. С., Чекменев В. Г. Эжекционная клапанная тарелка. Авт. свид. СССР, № 944598, 1982, М.Кл. B 01d 3/30
```

- 11) Конобеев Б. И., Арутюнян Г. Р., Малюсов В. А., Позин Л. С., Теляшев Г. Г. Тарелка для массообменных аппаратов. Авт. свид. СССР, № 975025, 1982, М.Кл. B 01d 3/20
- 12) Арутюнян Г. Р., Малюсов В. А., Конобеев Б. И., Арутюнян Н. И., Позин Л. С., Миннуллин М. Н.,

```
 Теляшев Г. Г., Махов А. Ф.  Массообменная тарелка. Авт. свид. СССР, № 1072864, 1984, М.Кл. B 01d 3/20
```

- 13) Позин Л. С., Шевчук И. В., Елистратов С. Т., Бабочкин А. В., Шейнман В. А., Лебедев Ю. Н., Кочергин Н. А. Клапанная беспереливная тарелка. Авт. свид. СССР, № 1229990, 1986, М.Кл. B 01d 3/30
- 14) Бедрин В. Л., Позин Л. С., Бабочкин А. В., Соболев О. Б., Ровинский Е. Р.,

```
 Малюсов В. А., Кочергин Н. А., Миннуллин М. Н.  Массообменная колонна. Авт. свид. СССР, № 1312788, 1987, М.Кл. B 01d 3/32
```

- 15) Бабочкин А. В., Позин Л. С., Малюсов В. А., Кочергин Н. А., Бондарь П. Ф. Массообменная колонна. Авт. свид. СССР, № 1429370, 1988, М.Кл. B 01d 3/20
- 16) Бабочкин А. В., Позин Л. С., Малюсов В. А., Кочергин Н. А., Бондарь П. Ф. Массообменная колонна. Авт. свид. СССР, № 1429371, 1988, М.Кл. B 01d 3/20
- 17) Скрынник Ю. Н., Зеленцов В. Л., Чехов О. С., Позин Л. С., Шубина О. Л., Мустафин Х. В.,

```
 Бусыгин В. М., Поляков Е. В., Шарифуллин Р. А.  Противоточная тарелка. Авт. свид. СССР, № 1674892, 1991, М.Кл. B 01d 3/22
```

2. Гидродинамика многофазных систем'===

### 2.1 Статьи в реферируемых журналах
- 1) Позин Л. С., Аэров М. Э., Быстрова Т. А. Исследование коэффициентов турбулентной диффузии в жидкой фазе барботажного слоя. Теоретические основы химической технологии, 1969, т. 3, № 6, с. 831—836
- 2) Позин Л. С., Тылес В. Г., Аксельрод Л. С., Аэров М. Э., Быстрова Т. А. К вопросу о гидравлических закономерностях барботажа. Известия ВУЗов, Химия и химическая технология, 1970, т. 13, вып. 2, с. 271—276
- 3) Колтунова Л. Н., Позин Л. С., Аэров М. Э. Конвективная диффузия при массовом барботаже. Инженерно-физический журнал, 1971, т. 20, № 3, 493—496
- 4) Позин Л. С. Вариационный подход к анализу влияния распределительной решетки на качество псевдоожижения. Инженерно-физический журнал, 1980, т. 39, № 4, с. 681—686
- 5) Новожилов В. Н., Позин Л. С., Шевчук И. В. Особенности гидродинамики газожидкостного потока в короткой горизонтальной трубе. Теоретические основы химической технологии, 1991, т. 27, № 4, с. 381—386

### 2.2 Статьи в нереферируемых журналах
- 1) Позин Л. С. Исследование элементов гидродинамики барботажных аппаратов. Автореферат кандидатской диссертации, ГИАП, Москва, 1969, с. 1-23
- 2) Позин Л. С. К выбору параметров распределительных решеток для аппаратов, работающих в режиме неоднородного псевдоожижения. Труды конференции «Аэрохим — 1», Северодонецк, 1981, вып. 2, с. 170—175
- 3) Черных С. П., Крымов Б. П., Иванов Л. Л., Позин Л. С. Гидродинамика псевдоожиженного слоя в реакторе гидратации метилциклобутана. Труды ВНИИОС, 1986, вып. 19, с. 91-94

3. Химические реакторы и процессы'===

### 3.1 Статьи в реферируемых журналах
- 1) Позин Л. С., Маргулис М. А. О распределении продуктов реакции при ступенчатом металлоорганическом синтезе в каскаде реакторов идеального смешения. Теоретические основы химической технологии, 1976, т. 10, № 5, с. 780—784
- 2)Боуден Б. С., Позин Л. С., Верховская З. Н., Жлобич Э. А. Направления дальнейшего развития производства синтетического этанола. Нефтепереработка и нефтехимия, 1979, № 11, с. 36-38

### 3.2 Статьи в нереферируемых журналах
- 1) Боуден Б. С., Позин Л. С., Верховская З. Н., Аврех Г. Л., Жлобич Э. А., Коноплева Л. П., Шурупова Е. Л. Основные технические решения по реконструкции действующих и строительству новых цехов парофазной гидратации этилена. Труды ВНИИОС, 1978, вып. 9, с. 3-11
- 2) Позин Л. С., Коноплева Л. П., Боуден Б. С. Экономико-математическая модель цеха синтеза этанола. Труды ВНИИОС, 1978, вып. 11-15, с. 11-15
- 3) Кацман Л. А., Григорьев А. А., Маркина Н. Г., Позин Л. С. Производство глицидола и глицерина бесхлорным методом. Тезисы симпозиума «Нефтехимия — 1», Москва, 1978, с. 121—122
- 4) Позин Л. С., Шипов А. А., Боуден Б. С. Математическая модель реактора синтеза этанола с переменной активностью катализатора

```
в условиях его работы без подпитки фосфорной кислотой. Труды ВНИИОС, 1979, вып. 10, с. 12-17
```

- 5) Боуден Б. С., Позин Л. С., Верховская З. Н., Жлобич Э. А. Экспериментальное изучение основных закономерностей процесса парофазной гидратации этилена. Труды ВНИИОС, 1979, вып. 10, с. 17-22
- 6) Позин Л. С., Шипов А. А., Бердичевский А. Л., Кацман Л. А. Математическая модель реактора синтеза глицидола. Труды ВНИИОС, 1979, вып. 10, с. 98-101
- 7) Позин Л. С., Шипов А. А., Боуден Б. С. Математическая модель реактора гидратации этилена, учитывающая изменение активности катализатора во времени. Труды конференции «Нестационарные процессы катализа», Новосибирск, 1979, вып. 2, с. 154—159
- 8) Боуден Б. С., Позин Л. С., Шурупова Е. Л. Выбор управляющих параметров регулирования производительности цеха синтеза этанола. Труды ВНИИОС, 1980, вып. 11, с. 35-38
- 9) Позин Л. С., Боуден Б. С., Аскенази Б. С. Расчет физических свойств водных растворов фосфорной кислоты в условиях парофазной гидратации этилена. Труды ВНИИОС, 1982, вып. 13, с. 82-85
- 10) Колтунова Л. Н., Бедрин В. Л., Позин Л. С. Моделирование каталитического реактора гидрогенизации нафталиновой фракции в процессе пиролиза нефти. Труды конференции «Макрокинетика и газовая динамика — 1», Черноголовка, 1984, вып. 1, с. 64-65
- 11) Жванецкий И. М., Колтунова Л. Н., Беренблюм А. С., Позин Л. С. Исследование механизма процесса гидрирования ацетилена в этан-этиленовой фракции пирогаза. Тезисы конференции «Химреактор-10», Куйбышев, 1989, вып. 2, с. 193—197.

### 3.3 Изобретения
- 1) Хейфец Л. И., Неймарк А. В., Боуден Б. С., Позин Л. С., Вольфкович Ю. М., Школьников Е. И. Носитель для фосфорнокислотного катализатора гидратации олефинов. Авт. свид. СССР, № 750805, 1980, М.Кл. B 01j 21/00, C 07c 29/08
- 2)Черных С. П., Голынец Ю. Ф., Руденков А. И., Позин Л. С., Пинхасик Э. В., Пятилетов В. И., Табер А. М., Калечиц И. В. Способ получения диметилциклобутанов. Авт. свид. СССР, № 977448, 1982, М.Кл. C 07c 13/06